# Saison 2 de NCIS: Hawaiʻi
 (février 2024).
La mise en forme du texte ne suit pas les recommandations de Wikipédia : il faut le « wikifier ».
Les points d'amélioration suivants sont les cas les plus fréquents. Le détail des points à revoir est peut-être précisé sur la page de discussion.
- Les titres sont pré-formatés par le logiciel. Ils ne sont ni en capitales, ni en gras.
- Le texte ne doit pas être écrit en capitales (les noms de famille non plus), ni en gras, ni en italique, ni en « petit »…
- Le gras n'est utilisé que pour surligner le titre de l'article dans l'introduction, une seule fois.
- L'italique est rarement utilisé : mots en langue étrangère, titres d'œuvres, noms de bateaux, etc.
- Les citations ne sont pas en italique mais en corps de texte normal. Elles sont entourées par des guillemets français : « et ».
- Les listes à puces sont à éviter, des paragraphes rédigés étant largement préférés. Les tableaux sont à réserver à la présentation de données structurées (résultats, etc.).
- Les appels de note de bas de page (petits chiffres en exposant, introduits par l'outil «  Source ») sont à placer entre la fin de phrase et le point final[comme ça].
- Les liens internes (vers d'autres articles de Wikipédia) sont à choisir avec parcimonie. Créez des liens vers des articles approfondissant le sujet. Les termes génériques sans rapport avec le sujet sont à éviter, ainsi que les répétitions de liens vers un même terme.
- Les liens externes sont à placer uniquement dans une section « Liens externes », à la fin de l'article. Ces liens sont à choisir avec parcimonie suivant les règles définies. Si un lien sert de source à l'article, son insertion dans le texte est à faire par les notes de bas de page.
- La présentation des références doit suivre les conventions bibliographiques. Il est recommandé d'utiliser les modèles {{Ouvrage}}, {{Chapitre}}, {{Article}}, {{Lien web}} et/ou {{Bibliographie}}. Le mode d'édition visuel peut mettre en forme automatiquement les références.
- Insérer une infobox (cadre d'informations à droite) n'est pas obligatoire pour parachever la mise en page.

Pour une aide détaillée, merci de consulter Aide:Wikification.
Si vous pensez que ces points ont été résolus, vous pouvez retirer ce bandeau et améliorer la mise en forme d'un autre article.
Chronologie
Saison 1 Saison 3
Cet article présente le guide des épisodes de la deuxième saison de la série télévisée américaine NCIS: Hawaiʻi.

## Distribution

### Acteurs principaux
- Vanessa Lachey (VF : Claire Morin) : Jane Tennant
- Alex Tarrant (VF : Baptiste Marc) : Kai Holman
- Noah Mills (VF : Thomas Roditi) : Jesse Boone
- Yasmine Al-Bustami (VF : Aurélie Konaté) : Lucy Tara
- Jason Antoon (en) (VF : Mathieu Buscatto) : Ernie Malik
- Tori Anderson (VF : Hélène Bizot) : Kate Whistler
- Kian Talan (VF : Andrea Santamaria) : Alex Tennant

### Acteurs récurrents
- Cher Alvarez (VF : Fanny Chelim) : Bam Bam
- Mahina Napoleon (VF : Iliana Sakji) : Julie Tennant
- Linc Hand (VF : Fabrice Lelyon) : Charlie 1
- Seana Kofoed (en) (VF : Bénédicte Charton) : Carla Chase
- Moses Goods (VF : Cyprien Fiassé) : Wally Holman

### Invités
- Enver Gjokaj (VF : Jérémy Prévost) : Capitaine Joe Milius (épisode 17)
- Mark Gessner (en) (VF : Cédric Ingard) : Agent Neil Pike
- Julie White (VF : Marie-Martine) : Maggie Shaw
- Anthony Ruivivar (VF : Luc Boulad) : Daniel Tennant
- Danielle Zalopany (VF : Marie Tirmont) : Hina
- Lauren Cook (VF : Juliette Poissonnier) : Détective Dalia Reed
- Sharif Atkins (VF : Raphaël Cohen) : Sergent Norman « Boom Boom » Gates
- Henry Ian Cusick : John Swift

### Invités deNCIS: Enquêtes spéciales
- Wilmer Valderrama (VF : Eilias Changuel) : Nick Torres
- Katrina Law (VF : Laetitia Laburthe-Tolra) : Jessica Knight
- Gary Cole (VF : Philippe Vincent) : Alden Parker
- Brian Dietzen (VF : Christophe Lemoine) : Jimmy Palmer
- Diona Reasonover (VF : Vanessa Van-Geneugden) : Kasie Hisnes

### Invités deNCIS: Los Angeles
- Chris O'Donnell (VF : Jean-Philippe Puymartin) : Grisha « G » Callen
- LL Cool J (VF : Sidney Kotto) : Sam Hanna

## Liste des épisodes
1. Manipulations
2. À bout de course
3. Insoupçonnable
4. Mauvais esprits
5. La Chute
6. Un passé si présent
7. Disparition
8. Meurtre en coulisses
9. Pièce manquante
10. Traque à Hawaï
11. Le Sens de l'honneur
12. Sous le feu
13. Affaire de famille
14. Sans un bruit
15. Le Bon samaritain
16. Arrête-moi si tu peux
17. Protection rapprochée
18. Crash
19. Rêve d’enfance
20. Amnésie
21. Le Prix à payer, 1re partie
22. Le Prix à payer, 2e partie

### Épisode 1:Manipulations
- États-Unis : 19 septembre 2022 sur CBS
- France : 15 avril 2023 sur M6

- États-Unis : 5.31 millions de téléspectateurs[1]
- France : 1.32 millions de téléspectateurs[2]

- Michael Weston : Maxwell / Raven / Hearns
- John Billingsley : Professeur Staggs
- Eric C. Lynch : Lieutenant Gary Shay
- Trevor Danielson : Pilote
- Mason Michael Moore : Contrôleur aérien
- Luis Pereira : Officier de la Navy (non-crédité)
- Scott M. Schewe : Sergent P. James (non-crédité)
- Josh Squire : Marin des États-Unis Joueur de football (non-crédité)

### Épisode 2:À bout de course
- États-Unis : 26 septembre 2022 sur CBS
- France : 15 avril 2023 sur M6

- États-Unis : 4.58 millions de téléspectateurs[3]

- Derek Phillips : Agent spécial du FBI Michael Curtis
- Tristyn Lau : Lani Jones
- Robby Ramos : Solomon De La Cruz
- Makana David : Ouvrier de casse
- Kurt Ken Kaminaka : Myron Chan
- Matthew Napoleon : Opérateur de chariot élévateur
- Julian Sensley : Behemoth
- Scott M. Schewe : Officier du HPD D. Nunes (non-crédité)
- Josh Squire : Mécanicien (non-crédité)

### Épisode 3:Insoupçonnable
- États-Unis : 3 octobre 2022 sur CBS
- France : 15 avril 2023 sur M6

- États-Unis : 4.91 millions de téléspectateurs[4]

- Kate Miner : Major Audrey Garrett
- Kathy Searle : Lydia Petrov
- Oksana Platero : Malkie
- Anastasia Baranova : Elena
- Olivia Jordan : Vessela Toska
- Shawn Passwaters : Michael Garrett
- Antal Kalik : Voyou #1
- Terrence Arashi Elliott : Garde d'installation de fret

### Épisode 4:Mauvais esprits
- États-Unis : 10 octobre 2022 sur CBS
- France : 22 avril 2023 sur M6

- États-Unis : 4.57 millions de téléspectateurs[5]

- Eric Ladin : Ranger Bryson Stone
- Jeremy Isaiah Earl : Ranger Delroy Windell
- Cindy Ramirez : Ava Nakama
- Don Swayze : Joe
- Sierra Swartz : Cassandra Souza
- Lily Bleu Andrew : Ella Baird
- Scott M. Schewe : Sergent T. Callahan (non-crédité)

### Épisode 5:La Chute
- États-Unis : 17 octobre 2022 sur CBS
- France : 22 avril 2023 sur M6

- États-Unis : 4.96 millions de téléspectateurs[6]

- Jonah Ho'okano : A.J. Hale
- Branscombe Richmond : Maleko Ioane
- Kainalu Moya : Titus Ioane
- Siua Ikale'o : Ricky Sio
- Nakoa DeCoite : Max Koa
- Tui Asau : Inu Koa
- Gabriel 'G-Rod' Rodriguez : Tom
- Kanoa Leahey : Annonceur
- Stephanie Mitsuko Matsuba : Mère
- La'amaikahiki Ibarra : Jeune garçon
- Darny Chau : Patron (non-crédité)
- Armani Makaiwa : Grandson (non-crédité)
- Scott M. Schewe : Sergent P. James (non-crédité)
- Josh Squire : Footballeur de Waipio (non-crédité)

### Épisode 6:Un passé si présent
- États-Unis : 24 octobre 2022 sur CBS
- France : 29 avril 2023 sur M6

- États-Unis : 5.01 millions de téléspectateurs[7]

- Cassandra Blair : Amanda Lee
- Stacey Hinnen : Barmaid
- Alexander Grace : Jasper Kanahele
- Nicole Rombaoa : Gabby
- Kyle Leatherberry : Tyler Malone
- Darny Chau : Amateur de piscine (non-crédité)

### Épisode 7:Disparition
- États-Unis : 14 novembre 2022 sur CBS
- France : 29 avril 2023 sur M6

- États-Unis : 4.78 millions de téléspectateurs[8]

- Adam David Thompson (en) : Mitchell Smith
- Lucian Perez : Theo Acosta
- Catherine Kresge : Allie Acosta
- Sammy Liddell III : Enfant effrayé
- Armani Makaiwa : Étudiant (non-crédité)
- Luis Pereira : Ambulancier (non-crédité)

### Épisode 8:Meurtre en coulisses
- États-Unis : 21 novembre 2022 sur CBS
- France : 6 mai 2023 sur M6

- États-Unis : 4.82 millions de téléspectateurs[9]

- Danny Kang : Agent spécial Alan Lem
- Charlie Hudson III : Duggy Atwater
- Sierra Swartz : Cassandra Souza
- Adam Karst : Harom
- Elena Evangelo : Janice Motts
- Alicia Kaori : Emma Rose
- Don Nahaku : Tran
- Aleks Pevec : Sergent Kendall Wells
- Moku Durant : Frederick
- Catherine Ann Restivo : Sœur de Mabel #1
- Carolyn Samuelson : Sœur de Mabel #2
- Anastasia Edwards : Sœur de Mabel #3
- Tyler Kealakai : Sœur de Mabel #4
- Sara Savusa : Sœur de Mabel #5
- Stephanie Brogdon : Amatrice d'opéra (non-crédité)
- Josh Squire : Amateur d'opéra (non-crédité)

### Épisode 9:Pièce manquante
- États-Unis : 5 décembre 2022 sur CBS
- France : 6 mai 2023 sur M6

- États-Unis : 4.52 millions de téléspectateurs[10]

- Ian Verdun : Owen Santino
- Erica Luttrell : Agent de la DEA Kendra Vreeland
- Emerson Brooks : Agent de la DEA Jerry Covington
- Michael Marc Friedman : Agent de la DEA Ned Ross
- Mike Tarnofsky : Russ Novak
- Marianette Kauahikaua : Instructeur de yoga

### Épisode 10:Traque à Hawaï
- États-Unis : 9 janvier 2023 sur CBS
- France : 20 mai 2023 sur M6

- États-Unis : 7.36 millions de téléspectateurs[11]
- France : 1.57 millions de téléspectateurs[12]

- Dawn Olivieri : Melina Devlin
- Maya Stojan : Morgan Miller
- James Morrison : Norman Dell
- Luke Deal : Garde du site noir #1
- Darny Chau : Patron (non-crédité)
- Josh Squire : Militaires en congé (non-crédité)

### Épisode 11:Le Sens de l'honneur
- États-Unis : 16 janvier 2023 sur CBS
- France : 13 mai 2023 sur M6

- États-Unis : 4.33 millions de téléspectateurs[13]

- Jonah Ho'okano : A.J. Hale
- MASUMI : Yumi Sato
- Bruce Locke : Oda Sato
- Takuma Anzai : Kenji Sato
- Vince Shin : Homme en survêtement
- Eric Mita : Taka Machida
- Luis Pereira : Ambulancier (non-crédité)
- Josh Squire : Serveur de Wally's (non-crédité)

### Épisode 12:Sous le feu
- États-Unis : 23 janvier 2023 sur CBS
- France : 13 mai 2023 sur M6

- États-Unis : 5.27 millions de téléspectateurs[14]

- Wes Chatham : Frère Ellis Kane
- Juani Feliz : Détective Summer Westmore
- Greg Finley : Sergent Justin Baxter
- Sharinna Allan : Caporal Nadiya Grange
- Sierra Swartz : Cassandra Souza
- Aaron Densley : Capitaine Willem Dennison
- Dollar Tan : Caporal Yang
- Moise Amadou : Marine
- Josh Squire : Amateur de plage (non-crédité)
- Franky Torres : Marine (non-crédité)

### Épisode 13:Affaire de famille
- États-Unis : 6 février 2023 sur CBS
- France : 27 mai 2023 sur M6

- États-Unis : 5.13 millions de téléspectateurs[15]

- Jonah Ho'okano : A.J. Hale
- Enisha Brewster : Tracy Meadows
- Kevin Csolak : Quartier-maître Gattman
- Armando Acevedo : Commandant en second Marshall Ramirez
- Jonathan R. Freeman : Clayton Hickey
- Diana Lu : Alana Hale
- Manuel D. Baez Jr. : Paora Tasi
- Andy Dispensa : Quartier-maître Calvin Lynch
- Josh Squire : Serveur de Wally's (non-crédité)

### Épisode 14:Sans un bruit
- États-Unis : 13 février 2023 sur CBS
- France : 27 mai 2023 sur M6

- États-Unis : 5.01 millions de téléspectateurs[16]

- James Ferris : Sean Clark
- Danny J. Gomez : Don Mercado
- Kenan Eames : Vinh
- Joe Toro : Captiaine George Bernal
- Joan Powers : Monica Bernal
- Jackie Dallas : Jeune mère
- Makenzie Wong : Scarlett
- Josh Squire : Étudiant (non-crédité)

### Épisode 15:Le Bon samaritain
- États-Unis : 27 février 2023 sur CBS
- France : 3 juin 2023 sur M6

- États-Unis : 5.12 millions de téléspectateurs[17]

- Danny Kang : Agent spécial Alan Lem
- Lanny Joon : Lieutenant Adrian Park
- Greena Park : Bomi Seong
- Suzanne Green : Témoin
- Kelsie Turner : Conductrice
- Kasen Yahiku : Enfant #1
- Kensi Lee Yahiku : Enfant #2
- Sean Rhee : Opérateur coréen #4
- Josh Squire : Patron de bar de plage (non-crédité)

### Épisode 16:Arrête-moi si tu peux
- États-Unis : 13 mars 2023 sur CBS
- France : 3 juin 2023 sur M6

- États-Unis : 5.15 millions de téléspectateurs[18]

- Derek Phillips : Agent spécial du FBI Michael Curtis
- Catero Alain Colbert : Kenny Sparks
- Jacob Buster : Robbie Morrison
- J.R. Cacia : Bill Morrison
- Rocky Myers : Commandant Jared Barnes
- Nadja Sofi : Ada Barnes
- Can Bolay : Nico Androv
- Judy Nguyen : Officier du HPD Martinez
- Ati Ripley Scanlan : Devon Gage
- Luis Linares : Ross Lamont

### Épisode 17:Protection rapprochée
- États-Unis : 20 mars 2023 sur CBS
- France : 10 juin 2023 sur M6

- États-Unis : 4.98 millions de téléspectateurs[19]

- Derek Phillips : Agent spécial du FBI Michael Curtis
- Anna Grace Barlow : Adriana Velazco
- Chrissie Fit : Roxanne
- Chris Payne Gilbert : Dante Reeves
- Thomas Bekkers : Vince Cooper
- Kai Braden : Homme à la bombe
- Michael DeCamp : Dur à cuire #1
- Shane Berengue : Invité (non-crédité)
- Stephanie Brogdon : Patron de soirée (non-crédité)
- Darny Chau : Fille en bikini (non-crédité)
- Josh Squire : Partisan de la piste de danse (non-crédité)

### Épisode 18:Crash
- États-Unis : 10 avril 2023 sur CBS
- France : 10 juin 2023 sur M6

- États-Unis : 5.01 millions de téléspectateurs[20]

- Nick Creegan : Agent Sam Crichton
- Dylan Kenin : Laird Harriman
- Kurt Yaeger : Sergent-chef Strand
- Ronda Kahana Williams : Jane Tennant jeune
- Kevin LaRosa II : Pilote
- Nolan Hong : Copilote
- Davis Cameron : Marshal des États-Unis
- Gregory Albrecht : Chauffeur de bus
- Donnie Masihi : Howie
- Lyrik Reis-Moniz : Dottie
- Rocki DuCharme : Campeuse
- Josh Squire : Campeur (non-crédité)

### Épisode 19:Rêve d’enfance
- États-Unis : 1er mai 2023 sur CBS
- France : 17 juin 2023 sur M6

- États-Unis : 4.84 millions de téléspectateurs[21]

- Gloria Reuben : Commandante Tannon McCarthy
- Cara Mitsuko : Lara Uchida
- Jake Matthews : Aaron Patel
- Tobias Jelinek : Paolo Castile
- Arianna Ortiz : Colonel Jocelyn Watkins
- Dylan Bruce : Major Thomas Mullen
- Skyler Bible : Darren Graham
- Erin Ross : Millie Chapman
- Armand Patterson : Dr. Hampton
- Scott M. Schewe : Administrateur de Spaceforce (non-crédité)

### Épisode 20:Amnésie
- États-Unis : 8 mai 2023 sur CBS
- France : 17 juin 2023 sur M6

- États-Unis : 4.84 millions de téléspectateurs[22]

- Damien Diaz : Joe Pitt
- Seamus Dever : Scott
- DaJuan Johnson : Membre éminent de New Dawn
- Evan Gamble : Ethan Denton
- Michael McGlone : Dennis Lang
- Caitlin Gold : Nicole
- Seth Adam Braverman : Jake Boone
- Deep Singh : Jack
- Sarah Biehler : Diane
- Bobby Cabino : Employé de magasin / Nelson Carr
- Beth Fisher : Beth
- Scott M. Schewe : Officier du HPD T. Wilcox (non-crédité)

### Épisode 21:Le Prix à payer, 1re partie
- États-Unis : 15 mai 2023 sur CBS
- France : 24 juin 2023 sur M6

- États-Unis : 4.95 millions de téléspectateurs[23]

- Jay Ali : Adrian Creel
- Emanuel Borria : Martin 'Marty' Maldado
- Ser Anzoategui : Castel
- Tara Macken : Imposteur
- Ioane Goodhue : Captiaine Akas
- Katie McCabe : Touriste
- Nathan Ray Clark : Touriste
- Daniel Santana Jr. : Membre Intel vénézuélien #1
- Luis R. Espinoza : Membre Intel vénézuélien #2
- Stephanie Brogdon : Femme dans la rue au Vénézuela (non-crédité)

### Épisode 22:Le Prix à payer, 2e partie
- États-Unis : 22 mai 2023 sur CBS
- France : 24 juin 2023 sur M6

- États-Unis : 5.09 millions de téléspectateurs[24]

- Jay Ali : Adrian Creel
- Adan James Carrillo : Enfant des rues
- Clay Donahue Fontenot : Conducteur
- Tara Macken : Cadavre (non-crédité)